# Юриевка (Харьковская область)
Ю́риевка (укр. Юріївка; до 2016 г. Пролета́рка, до 2025 года - Юрьевка) — село, Велико-Бурлукский поселковый совет, Великобурлукский район, Харьковская область, Украина.
Код КОАТУУ — 6321455125. Население по переписи 2001 г. составляет 98 (41/57 м/ж) человек.

## Географическое положение
Село Юриевка находится в 7 км от пгт Великий Бурлук и Приколотное, примыкает к селу Николаевка.
В селе железнодорожная станция Разоренное.
На расстоянии в 1 км проходит автомобильная дорога Т-2115.

## История
- XVIII в. — дата основания села.
- В 1966 году село называлось Пролетарское.
- В 2016 году название села было "декоммунизировано" - стало Юрьевка.
- В 2025 году название села исправили с Юрьевка на Юриевка.